# NGC 2817
NGC 2817 ist eine Balken-Spiralgalaxie vom Hubble-Typ SBc im Sternbild Hydra südlich der Ekliptik. Sie ist schätzungsweise 150 Millionen Lichtjahre von der Milchstraße entfernt und hat einen Durchmesser von etwa 90.000 Lichtjahren.
Im selben Himmelsareal befindet sich u. a. die Galaxie NGC 2850.
Das Objekt wurde am 26. März 1887 von Lewis Swift entdeckt.